# Câinii de diamant. Zile pe Turcoaz
Câinii de diamant. Zile pe Turcoaz (2003) (titlu original Diamond Dogs, Turquoise Days) este un volum care cuprinde două nuvele science fiction ale scriitorului Alastair Reynolds. Prima a fost publicată inițial în iulie 2001 de PS Publishing, iar cea de-a doua în septembrie 2002 Golden Gryphon Press.
Evenimentele relatate în cele două nuvele se petrec în universul Revelation Space, dar nu sunt aproape deloc legate cu intriga vreunui roman din această serie. O excepție o constituie menționarea Molimei Putride, epidemie care are loc în paralel cu evenimentele relatate în prima nuvelă.

## Intriga

### Câinii de diamant
În ultima parte a secolului al XXV-lea, în timp ce vizita Monumentul Celor Optzeci din Orașul Abisului, Richard îl întâlnește pe vechiul său prieten, Roland Childe, pe care îl crezuse mort de mai bine de un secol și jumătate. Childe îl cooptează pe Richard în echipa adunată de el pentru a explora o structură extraterestră artificială. În afara lor, echipa îi mai cuprinde pe Celestine (fosta soție a lui Richard, căreia o vizită făcută Jonglerilor Minții i-a oferit o abilitate deosebită în domeniul matematicii), Hirz (fostă hacker), Dr. Trintignant (doctor și cibernetician de trist renume, din cauza experimentelor medicale oribile efectuate pe victime abuzate), Forqueray (un Ultranaut, căpitan al vânătorului de lumină Apollyon).
Ajunși pe planeta artefactului extraterestru, ei descoperă un turn înconjurat de rămășițe umane, despre care Roland le spune că aparțin unei alte echipe conduse de căpitanul Argyle, cel de la care o sondă a lui Childe a aflat informații despre artefact. Acest artefact conține o serie de încăperi a căror părăsire necesită rezolvarea unui puzzle matematic. Camerele devin tot mai mici pe măsura urcării în turn, iar problemele matematice tot mai grele. În plus, turnul schimbă regulile jocului pe parcurs: la un moment dat nu îi mai lasă să folosească dispozitive artificiale, apoi reduce intervalul de timp alocat rezolvării problemelor și crește violența pedepselor pentru greșelile comise.
Pentru a face față provocărilor tot mai dificile, membrii echipei ajung să-și înlocuiască membrele amputate de turn în urma greșelilor comise cu proteze nanotehnologice furnizate de doctorul Trintignant. Cursa nebună în susul turnului le aduce moartea lui Hirz și Forqueray, în timp ce Roland și Richard ajung la forme canine suficient de suple pentru a încăpea în camerele tot mai mici și cu modificări tot mai ample ale rețelei neurale pentru a putea rezolva problemele.
În cele din urmă, Celestine îl convinge pe Richard să renunțe, dar este deja prea târziu pentru ca el să mai poată reveni la forma umană. Orașul Abisului a fost devastat de Molima Putridă care a afectat toate nanotehnologiile, air doctorul Trintignant s-a sinucis pentru a nu fi nevoit să strice operele sale medicale cele mai deosebite. Roland rămâne să lupte cu misterele turnului, așa cum o făcuse și mai demult: rămășițele de afară sunt, de fapt, cele ale clonelor sale care, de-a lungul timpului, au încercat să dezlege misterul artefactului.
Celestine și Richard revin în Orașul Abisului, ultimul sub forma câinelui de diamant la care-l adusese doctorul și de care-i este imposibil să mai scape.

### Zile pe Turcoaz
Acțiunea nuvelei se petrece în anul 2541 pe planeta Turcoaz, o lume a Jonglerilor Minții care este și colonie umană. Deși a fost colonizată de oameni cu mult timp în urmă, tehnologia ei este mult în urma celorlalte lumi aparținând omenirii. Protagonista, Naqi, și-a pierdut sora în timp ce înota alături de Jonglerii Minții, aceștia absorbindu-i conștiința.
Doi ani mai târziu are loc o vizită a unui vânător de lumină, primul după foarte multă vreme. Pasagerii acestuia cer permisiunea de a vizita Stăvilarul, un centru de cercetare care se ocupă cu studiul Jonglerilor Minții. În timp ce unul dintre vizitatori pornește pe apă cu o barcă și începe să otrăvească nodurile Jonglerilor Minții, ceilalți îi ucid pe toți lucrătorii Stăvilarului.
Naqi îl prinde pe fugar și află de la el că este un agent infiltrat în rândul echipajului, care încearcă să le dejoace planurile. Un strămoș de-al lor, tiran alungat de pe planeta sa, a ajuns la oceanele planetei Turcoaz, iar conștiința sa a fost absorbită de Jonglerii Minții. Ei doresc să preia acea conștiință în mințile lor, reinstaurând tirania acestuia, doar că ea urmează să fie condusă de mii de minți similare în locul uneia singure. Spionul încearcă să saboteze planul lor distrugând nodurile Jonglerilor Minții cu ajutorul unui algoritm care le distruge mințile.
Curând, aproape întreaga planetă Turcoaz cade în mâinile vizitatorilor, iar Naqi ia legătura cu Jonglerii Minții prin intermediul conștiinței surorii ei. Ea le explică situația cu care se confruntă planeta, iar aceștia reacționează: toate orașele și navele de pe Turcoaz sunt distruse, iar nodurile învață cum să facă față virusului adus de spion. În final, cu toată populația umană eliminată de pe planetă. Naqi acceptă să înoate în ocean, alăturându-și conștiința imensei baze de date a Jonglerilor Minții.

## Locul în cadrul universului Revelation Space
Nuvela Câinii de diamant surprinde de la distanță unul dintre evenimentele majore petrecute în universul Revelation Space, Molima Putridă. Acest virus nanotehnologic afectează tot ce conține nanotehnologie - implicit și ființele umane - punând capăt unei epoci glorioase a Inelului Sclipitor, centura de 10.000 de habitate care orbitează în jurul planetei Yellowstone. Acest lucru plasează nuvela la aproape un secol după evenimentele relatate în romanul Prefectul (2427), dar nu oferă alte indicii. Cronologia universului Revelation Space o indică înaintea evenimentelor relatate în povestirea "Monkey Suit", a cărei acțiune se petrece în anul 2511.
Zile pe Turcoaz prezintă un eveniment din anul 2541 care e probabil să se fi petrecut la puțin timp după cel din povestirea "Grafenwalder's Bestiary" și, în mod cert, în paralele cu acțiunea romanului Revelation Space care acoperă o perioadă de câteva decenii, din 2524 până în 2567.

## Aluzii la muzică și literatură
Diamond Dogs (1974) este titlul unui album al cântărețului David Bowie, în timp ce "Turquoise Days" este numele unei melodii de pe albumul Heaven Up Here (1981) al formației Echo and the Bunnymen.
Personajul Roland Childe și obsesia sa pentru turn reprezintă o aluzie la poemul lui Robert Browning "Childe Roland to the Dark Tower Came". În timpul hibernării de pe parcursul călătoriei spre planetă, personajele din Câinii de diamant au vise care fac referiri la romanul Rogue Moon de Algis Budrys și la filmele Cubul și Indiana Jones și căutătorii arcei pierdute.

## Opinii critice
Locus consideră volumul „un exemplu excelent al noului gen britanic de space opera gotic”, iar Asimov's Science Fiction Magazine descrie conținutul lui în termeni ca „povești cu sânge și inteligență” și „senzații tari nonstop”.
Infinity Plus crede că „'Câinii de diamant' va atrage probabil cei mai mulți cititori, fiind mai potrivită formei nuvelei, dar 'Zile pe Turcoaz' merită o atenție deosebită din partea cititorilor, riscând altfel să fie trecută cu vederea”, în timp ce Orson Scott Card se întreabă „dacă nu cumva Reynolds este fan Stephen King, deoarece povestirea lui [Căinii de diamant] are esența seriei Dark Tower”.
SF Signal afirmă că nu știe cum puteau fi făcute mai bune aceste povestiri, iar Pittsburgh Tribune consideră că nuvelele „prezintă tot ce are mai bun science-fictionul modern: peisaje extraterestre, tehnologii bizare și, cel mai important, personaje complexe, profunde și atât de reale, încât, după ultima pagină, ți-ai dori să le întâlnești”.